# Semsey Kálmán
Semsey Kálmán (1829 – 1864 után) magyar és amerikai szabadságharcos, közben angol idegenlégiós.

## Életútja
Katolikus papi pályára készült, de tanulmányait nem fejezte be, beállt honvédnak az 1848-49-es magyar szabadságharcba, végig küzdötte a szabadságharcot, főhadnagyi rangig emelkedett. A világosi fegyverletétel után török területre menekült. Az internáló táborban jött a Hauslab-akció, amnesztiát ígértek a számüzötteknek, sokan haza is jöttek, de az osztrák katonák azonnal elfogták őket és Itáliába vitték az ottani fekete-sárga seregbe. Az ottani rossz bánásmód sokakat szökésre késztetett, Semsey Kálmánnak is mintegy harmincad magával sikerült Hamburgon, Londonon át az Új Világba átkelni. 
1853 szeptemberében New Yorkban ő is aláírta a Duncan Nathaniel Ingraham kapitányt üdvözlő nyilatkozatot (Koszta Márton-ügy) a Magyar Száműzöttek Lapja (szerk. Kornis Károly) részére. New Yorkban napszámos munkából élt, visszatért Londonba, itt sem tudott megélhetést találni, így öt évre belépett az angol idegen légióba, 1861-ben lejárt a szerződése, ekkor visszament Amerikába és végigharcolta az amerikai polgárháborút az északiak oldalán őrnagyi beosztásban. 1864-ben szerelt le, ekkor megnősült, a drezdai származású Haubold Franciskát vette feleségül. Fényképész üzletet nyitott New Yorkban.